# Соляний промисел Абу-Каммаш
Соляний промисел Абу-Каммаш – гірничодобувний майданчик на північному заході Лівії.
Видобуток хлориду натрію організували з солончака Абу-Каммаш, що має довжину 12 км та ширину до 4 км і тягнеться паралельно узбережжю Середземного моря на певній відстані від нього (а в західному завершенні перетинає кордон з Тунісом). Солончак (себха) має пласку поверхню, яка лежить на 2,5 – 4 метра нижче за рівень моря. Під час осінньо-зимових дощей у себсі виникають ставки або навіть тимчасове солоне озеро, вода з яких всотується у грунт та випаровується.
Промислову розробку Абу-Каммаш розгорнули в межах проекту комплексу з виробництва полівінілхлориду Абу-Каммаш, що став до ладу в 1981-му та діяв до 2010-го (після чого був остаточно занедбаний та перетворився на руїни). Цей хімічний завод при роботі на проектній потужності потребував 80 тисяч тонн хлориду натрію на рік, а, оскільки повна потужність соляного промислу становила 120 тисяч тонн, надлишки мали постачатись іншим споживачам.
В межах облаштування промислу пробурили 38 свердловин, отримана з яких ропа постачалась на завод по трубопроводу.